# Hegesippus
Hegesippus en jødisk-kristen historiker, som ifølge Eusebius levede i sidste halvdel af det andet århundrede og "tilhørte den første generation efter apostlene". Han var sandsynligvis opvokset i Israel og skrev et fem-binds erindingsværk mod gnosticismen. Selvom dette værk kun er bevaret i fragmenter, særligt gennem Eusebius' brug og refering til værket, menes det at have været bevaret i biblioteker helt op til det 16. og 17. århundrede. 
Hegesippus var en af Eusebius' primære kilder til den tidlige kirkehistorie i Jerusalem, og brugte ham bl.a. som kilde til beretninger om Jesu familie, særligt omtaler Hegesippus Jakobs (Jesu brors) martyrium og nogle beretninger om Judas (ligeledes Jesu brors) slægtninge.
Generelt må Hegesippus' skrifter anses som meget lidt pålidelige til at danne et billede af den tidlige kirkes første historie. 